# Laméo Florès
Laméo Florès (anciennement connu sous le nom de Lucas Morales) est né le 15 mai 1995 à Perpignan. C'est un réalisateur, scénariste, acteur et producteur français, actif depuis le milieu des années 2010.  

## Biographie

### Jeunesse et formation
Originaire du sud de la France, il commence à s'intéresser tôt à l’image et à la réalisation, se filmant avec ses amis dès l’adolescence. Une passion précoce qui l'a poussé à immortaliser la vie et l’a poussé vers le cinéma qu’il considère comme un moyen de transmettre des émotions fortes à travers des récits.

### Débuts
À seulement 19 ans, il signe son premier court-métrage, Pourquoi mon fils ?, qui est sélectionné au Short Film Corner du Festival de Cannes en 2015. Un coup d’essai qui marque le début de sa reconnaissance dans le milieu cinématographique français. Il débute sa carrière sous le nom de Lucas Morales, avant d’adopter en 2024 le nom de Laméo Florès.

### Style et inspiration
Autodidacte ancré dans ses racines catalanes, Laméo Florès place ses récits dans un cadre personnel et émotionnel marqué par une certaine intensité dramatique. Sa volonté est de partager des histoires universelles tout en mettant en valeur son héritage culturel en tournant principalement dans sa région d'origine (en Occitane).

## Filmographie

### En tant que réalisateur
2025 : Dracula est amoureux (long métrage)
2021 : Rendez-vous avec Diego (moyen métrage)
2017 : Le Conte des Borg (court métrage)
2016 : Say something Alice (court métrage)
2015 : Pourquoi mon fils ? (court métrage)

### En tant qu'acteur:
2025 : Dracula est amoureux : caméo
2017 : Le Conte des Borg : Juris
2015 : Pourquoi mon fils ? : Thomas

## Sources: